# Subenredo
Na ficção, um subenredo ou uma subtrama é uma vertente secundária do enredo onde ocorre a sequência encadeada de acontecimentos e peripécias à volta de um assunto ou personagem secundário de uma narrativa ou obra de ficção. Os subenredos podem se conectar às tramas principais, em tempo e lugar ou significado temático. As subenredos geralmente envolvem personagens coadjuvantes, além do protagonista ou antagonista. As subenredos também podem se entrelaçar com o enredo principal em algum ponto de uma história.
Os subenredos se distinguem da trama principal por ocuparem menos da ação, tendo menos eventos significativos ocorrendo, com menos impacto no mundo da obra e ocorrendo para personagens menos importantes. Na escrita de roteiro, um subenredo é chamado de "história B" ou "história C", etc., enquanto o ponto principal da trama pode ser chamado de "história A".[carece de fontes?]